# 트레이시 골드
트레이시 골드(Tracey Gold, 1969년 5월 16일 ~ )는 미국의 배우이다.

## 출연 작품
- 캡티브 하츠 (2005)
- 더티 시크릿 (1998)
- 베스의 고백 (1996)
- 퍼펙트 걸 (1996)
- 슬리프, 베이비, 슬리프 (1995)
- 애모 (1993)
- 댄스 파티 (1988)
- 굿바이 마이 다링 (1983)
- 비욘드 윗치 마운틴 (1982)
- 결혼의 위기 (1982)
- 마릴린: 언톨드 스토리 (1980)
- 꿈꾸는 낙원 (1978)